# Down (canção de Jay Sean)
"Down" é o single de estreia na América do cantor britânico Jay Sean, para o álbum de estreia no país, All or Nothing. A canção conta com a participação do rapper Lil Wayne  e foi oficialmente lançado no iTunes em 30 de Junho de 2009, mas começou a ser tocada nas rádios a 31 de Maio de 2009 nos Estados Unidos.

## História
A 15 de Outubro de 2009, na cerimónia dos MOBO Awards, Sean anunciou que tinha assinado com uma editora americana de música hip hop, Cash Money Records. Explicou:
| “ | Sempre foi um sonho assinar contracto com uma editora americana. E é bom ser aceito por uma das melhores editoras. | ” |

## Videoclipe
O vídeo musical foi produzido juntamente para o single "Written On Her".
O vídeo foi gravado primariamente em Londres, Buckinghamshire a 24 de Abril de 2009 com o grupo Cash Money sem Lil Wyane, foi gravado durante dois dias. Foi concluído em Miami, com Lil Wayne para completar o vídeo, a 30 de Abril. O vídeo foi lançado oficialmente a 23 de Julho de 2009 no sítio oficial de Jay Sean e no Youtube.

## Desempenho

### Posições
| Tabelas musicais (2009)                | Melhor posição |
| -------------------------------------- | -------------- |
| Estados Unidos - Billboard Hot 100     | 1              |
| Estados Unidos - Billboard Radio Songs | 1              |
| Nova Zelândia - New Zealand Top 40     | 2              |
| Mundo - World Singles Top 40           | 6              |
| Canadá - Canada Singles Top 100        | 3              |
| Suécia - Sweden Singles Top 60         | 29             |